# Аеродромне обладнання
Аеродро́мне обла́днання — обладнання, розташоване в межах аеродрому або за його межами, яке встановлено та обслуговується з метою забезпечення прибуття, відправлення та руху повітряних суден на поверхні аеродрому.
Аеродромне обладнання включає обладнання для навігації, зв'язку і ремонту літаків, ангари, вимірювання метеорологічних величин, житлові і побутові споруди тощо.

## Різновиди аеродромного обладнання

### Основне аеродромне обладнання
Основне аеродромне обладнання розділяють за призначенням:
Споруди:
- Ангари для технічного обслуговування авіатехніки

Спеціальне аеродромне електроустаткування:
- аеронавігаційна апаратура
- дизельні аеродромні джерела живлення
- авіаційні радіотехнічні системи
- частотні аеродромні перетворювачі
- системи наземного контролю й обслуговування авіатехніки
- устаткування для боротьби зі зледенінням
- системи контролю й керування повітряним рухом

Транспортне аеродромне обладнання:
- аеродромні трапи
- аеродромне навантажувально-розвантажувальне обладнання (Стандарт ISO 4116-96, IDT)
- аеродромний пасажирський транспорт
- аеродромний вантажний транспорт

Світлосигнальне аеродромне обладнання:
- Обладнання серій «КУРС» («КУРС-1», «КУРС-2» і «КУРС-3»)

### Метеорологічне аеродромне обладнання
Метеорологічне аеродромне обладнання — частина аеродромного обладнання, програмно-апаратний комплекс, який використовується для вимірювання метеорологічних величин та для метеорологічного обслуговування польотів повітряних суден цивільної авіації на аеродромах та злітно-посадкових майданчиках.
Основні складові елементи:
1. Датчики: Датчики видимості, Датчики висоти нижньої межі хмар, Датчики напрямку та швидкості вітру, Датчики атмосферного тиску, Датчики температури повітря, Датчики вологості повітря, Датчики яскравості фону (освітленості).
2. Вимірювачі: Вимірювачі видимості, Вимірювачі висоти нижньої межі хмар, Вимірювачі напрямку та швидкості вітру, Вимірювачі атмосферного тиску, Вимірювачі температури, Вимірювачі вологості повітря, Вимірювачі освітленості.
3. Системи:
- Системи визначення дальності видимості на злітно-посадковій смузі. Системи збору та обробки метеорологічної інформації, вторинні перетворювачі метеорологічних величин (колектори, трансмітери), Доплерівські метеорологічні радіолокатори, Грозопеленгатори-далекоміри, Автоматизовані метеорологічні вимірювальні системи, Автоматизовані системи метеорологічного забезпечення, Автоматичні метеорологічні станції,

Зовнішні засоби візуалізації метеорологічної інформації.

## Галерея

Схема ангара для пасажирського літака
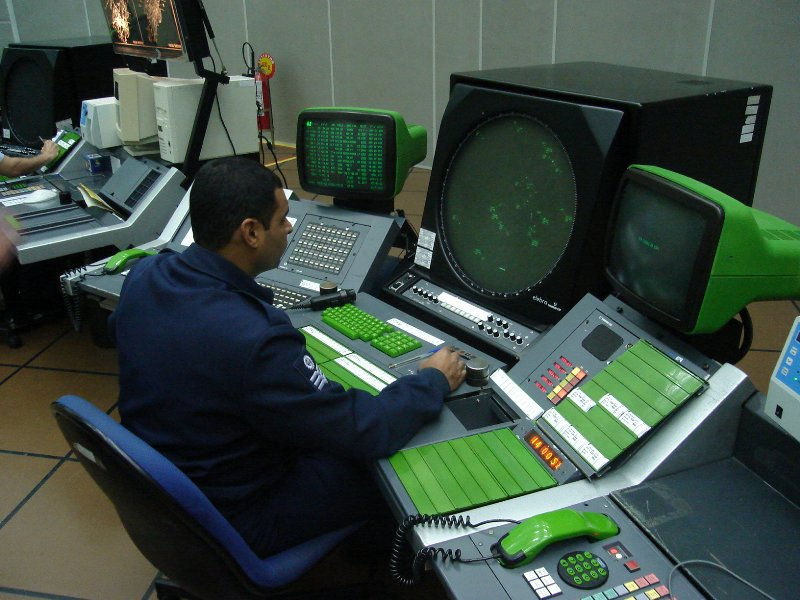
Аеронавігаційна апаратура у авіадиспетчера
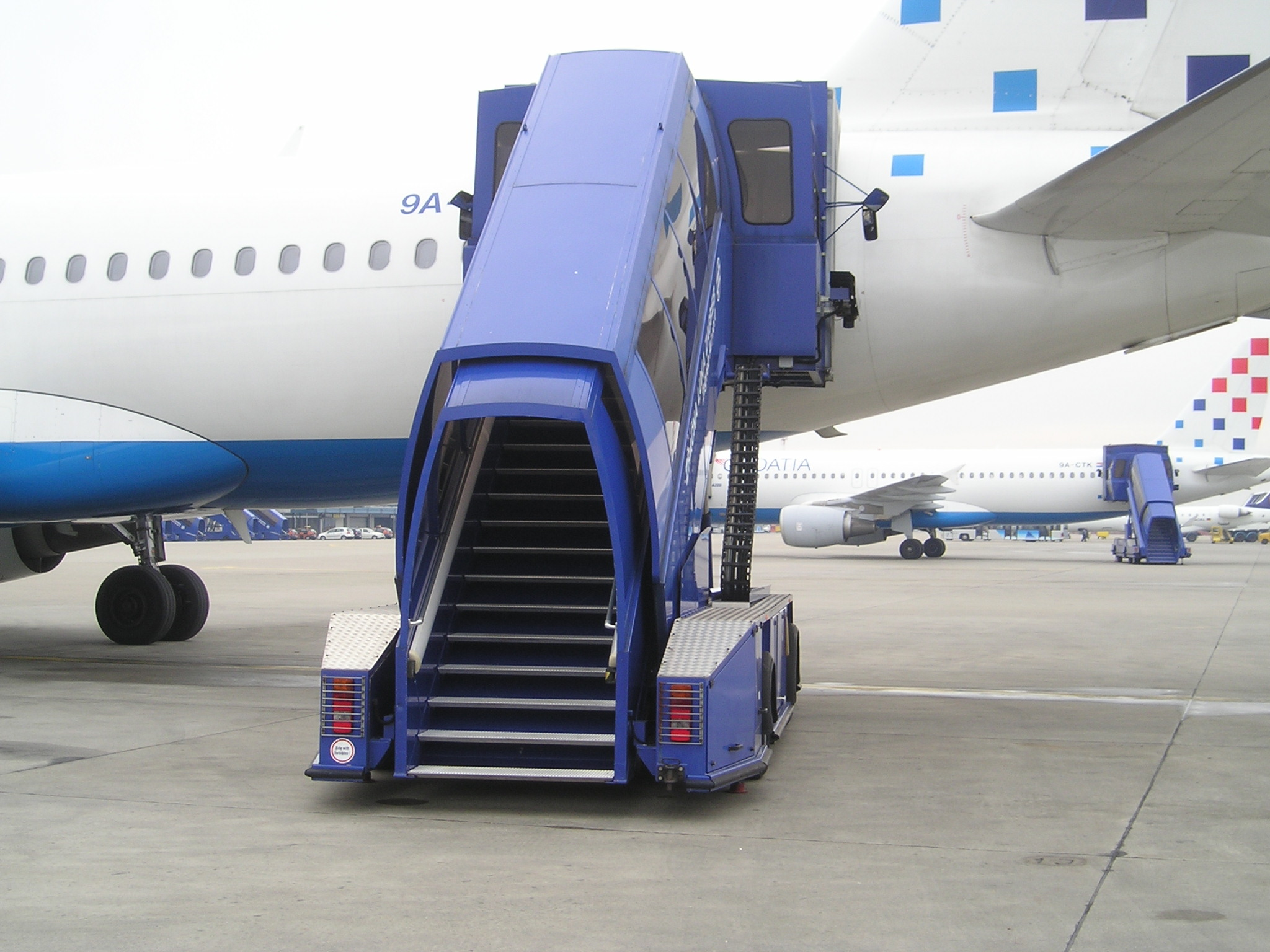
Аеродромний трап
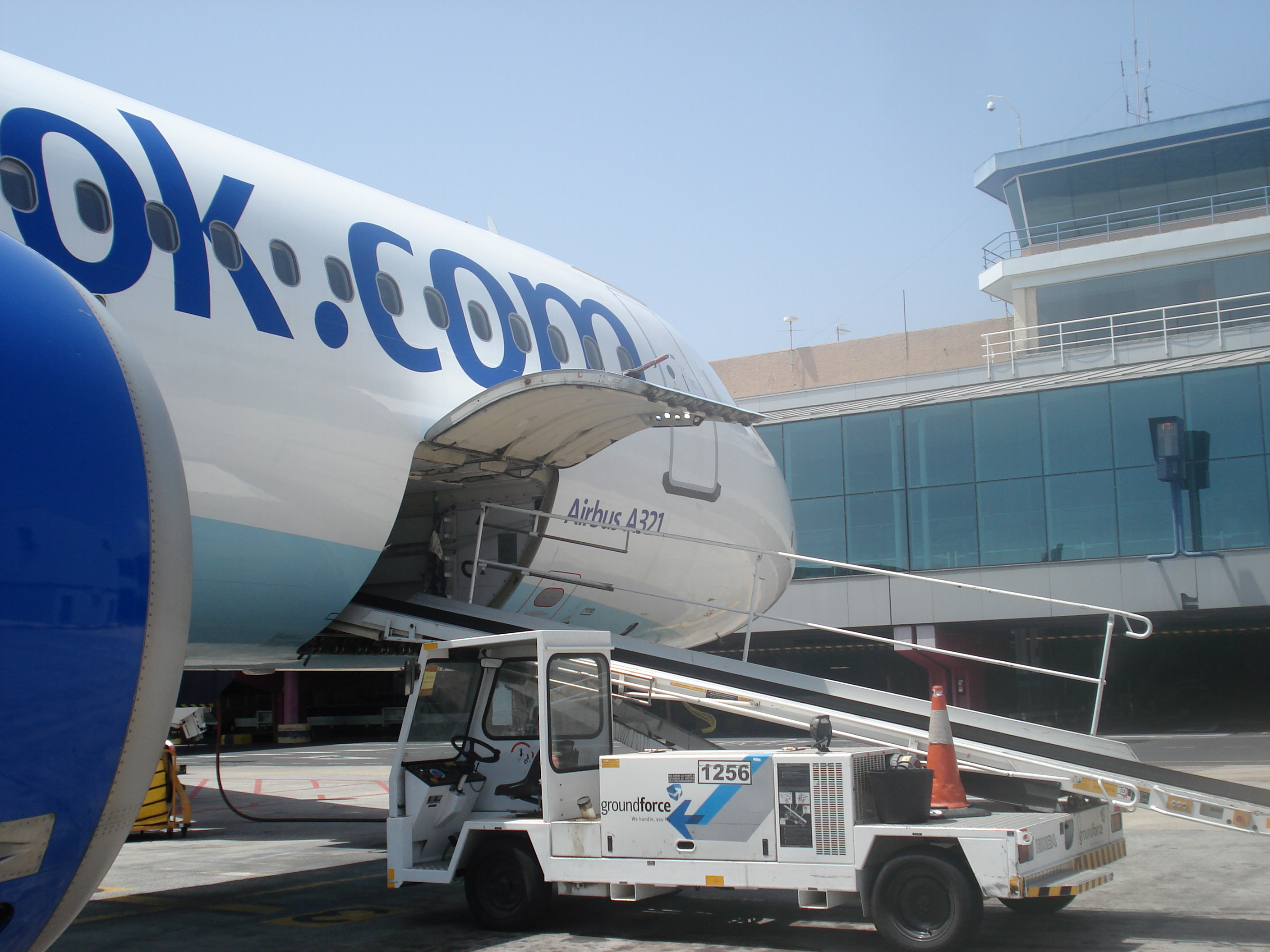
Навантажувач
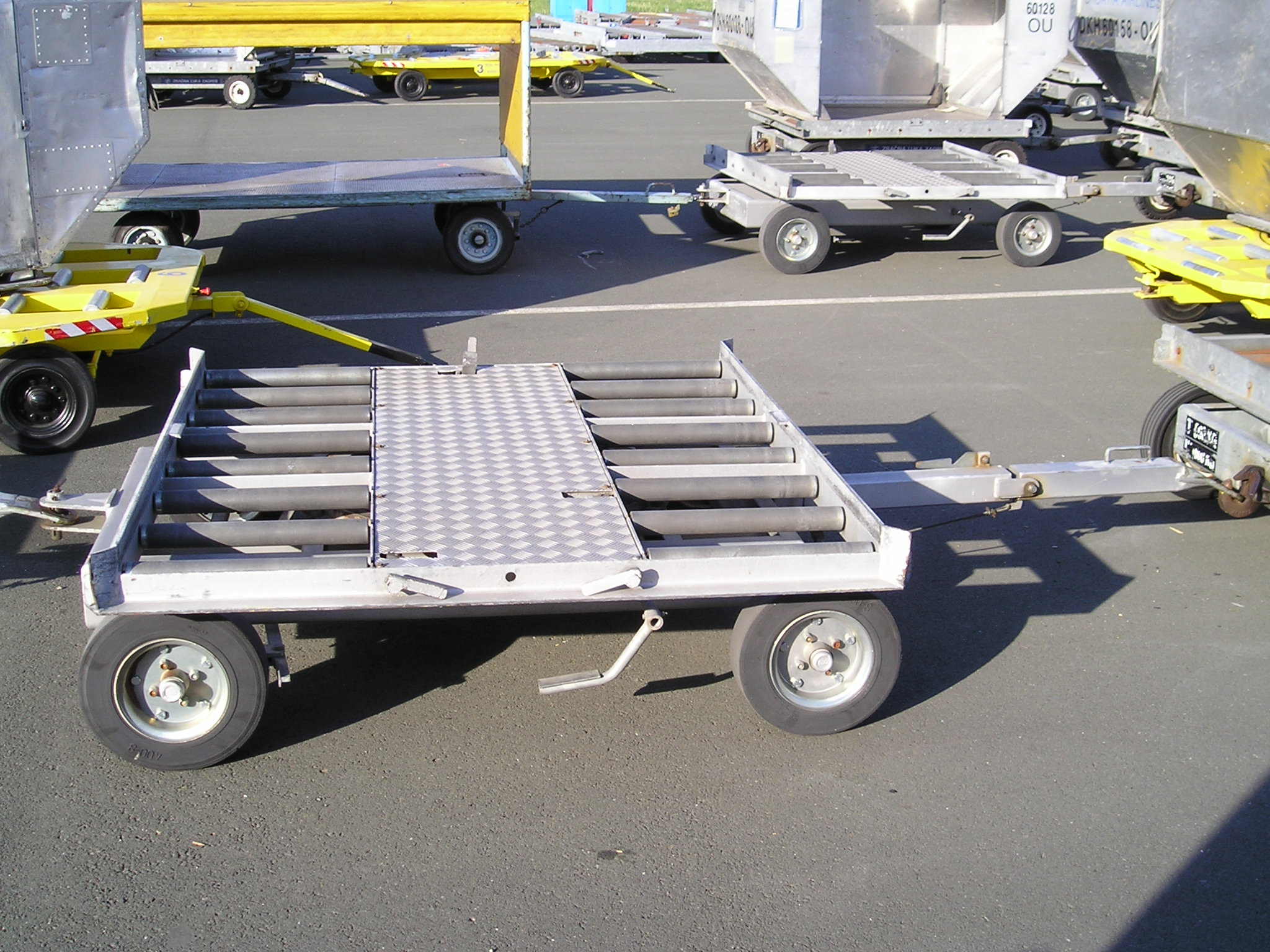
Візок для контейнерів
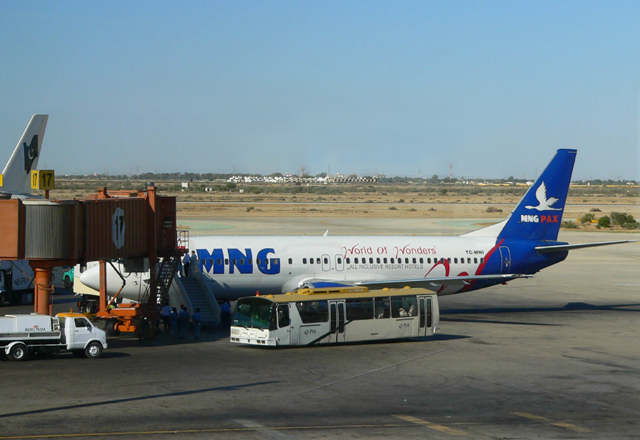
Аеродромний автобус
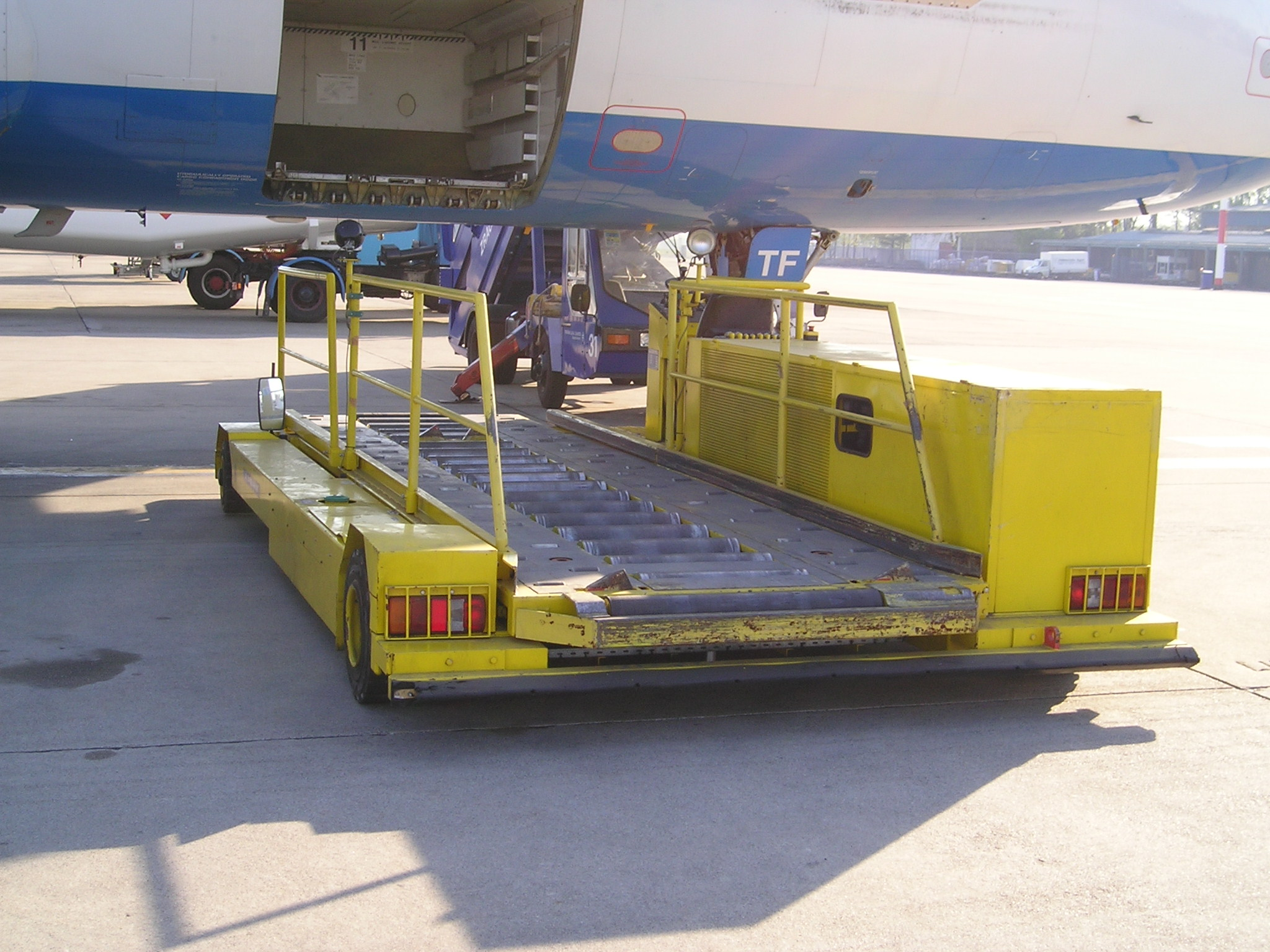
Транспортер
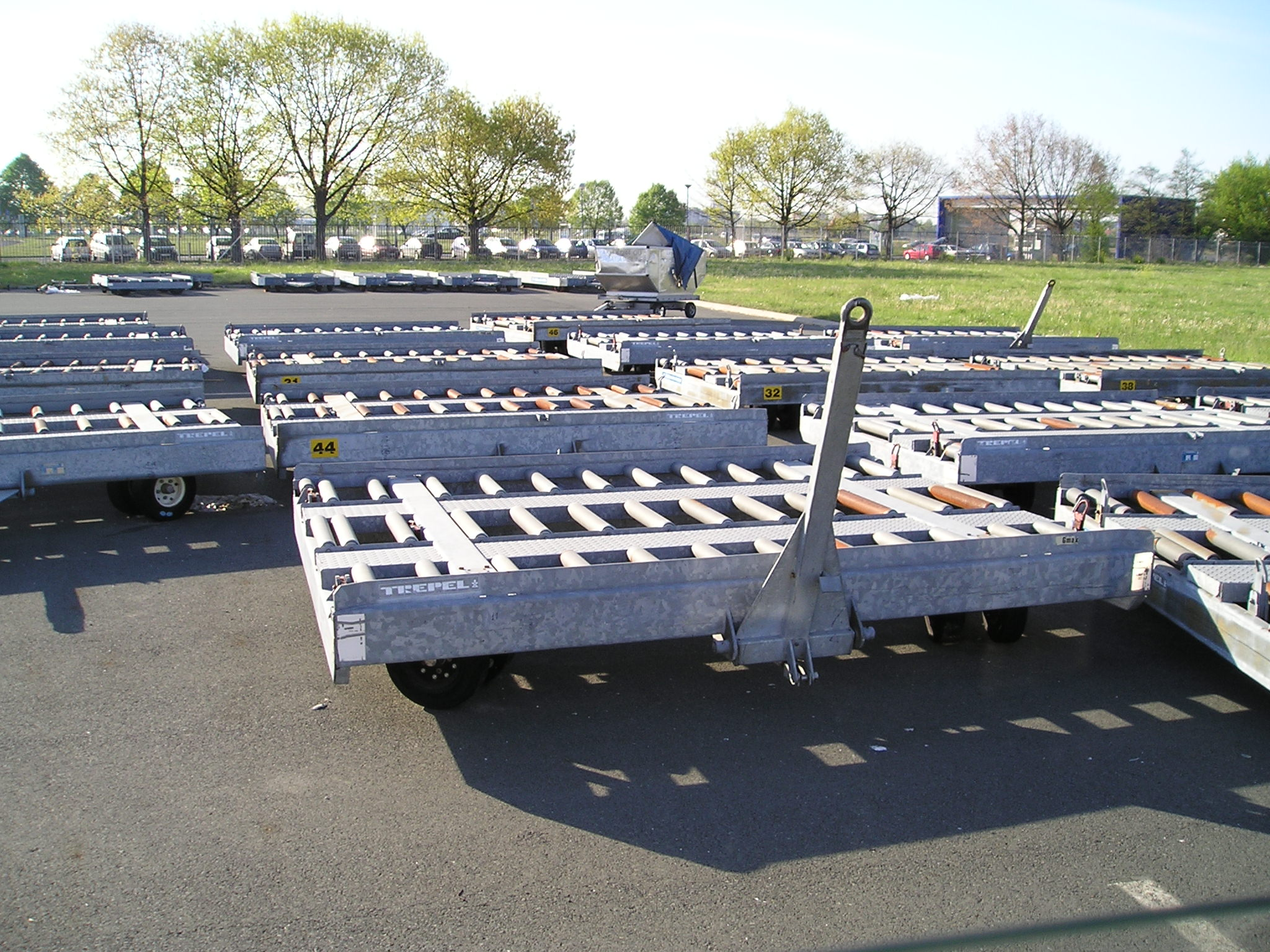
Візок для піддонів
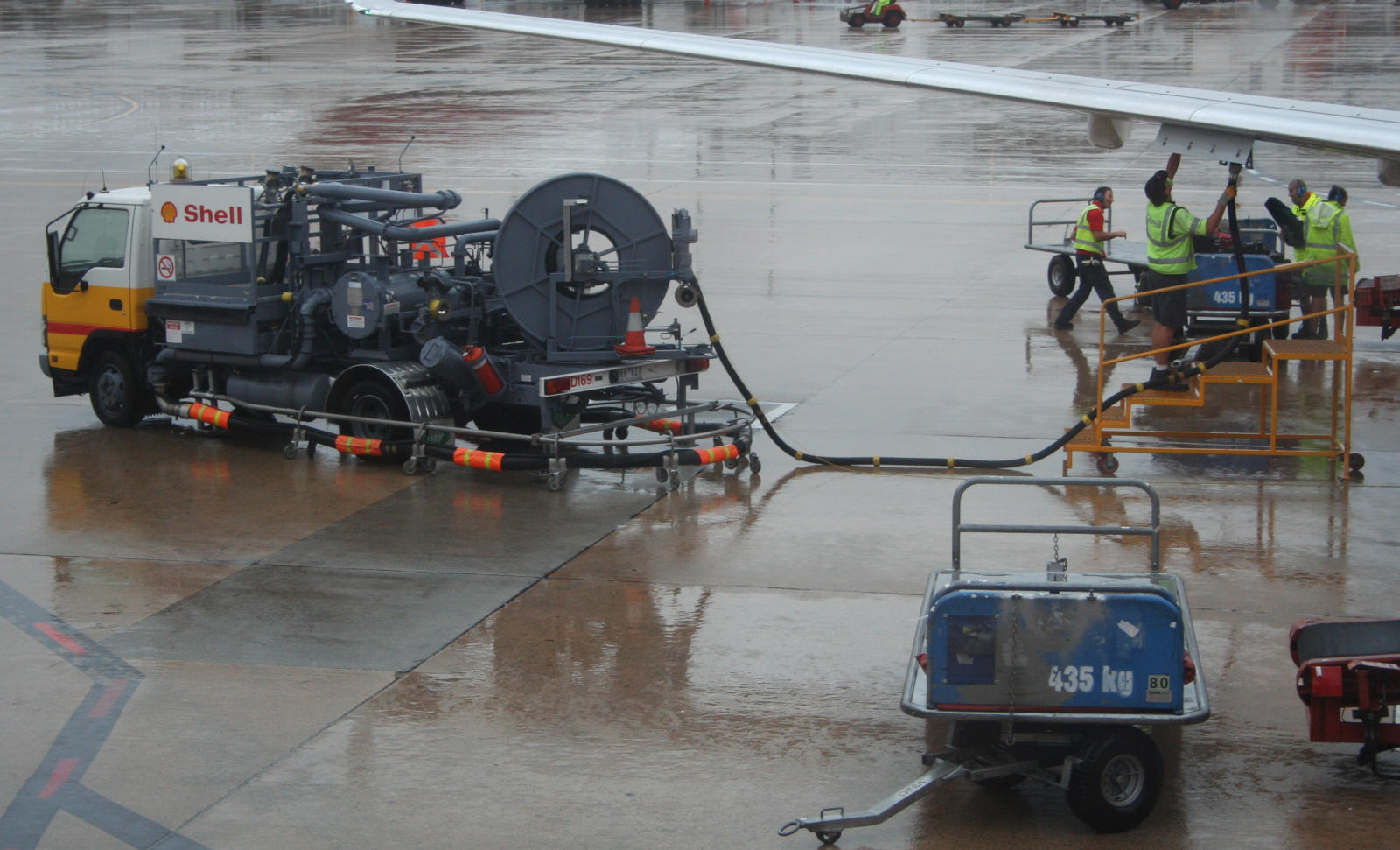
Автомобіль-заправник літаків